# Морський лев (геральдика)
У геральдиці термін морський лев (іноді званий морс) належить міфічній істоті, яка має голову і верхню частину тіла лева, але з перетинчастими передніми кінцівками та риб'ячим хвостом. Найчастіше вони зустрічаються як щитотримачі, але також зустрічаються як нашоломники та іноді як гербові фігури. Морських левів часто можна зустріти в поставі «сидячи» або «прямо сидячи», але їх також можна знайти «прямуючи» (горизонтально, ніби пливуть) або «виходячи» (виходять із морських хвиль).

## На Філіппінах

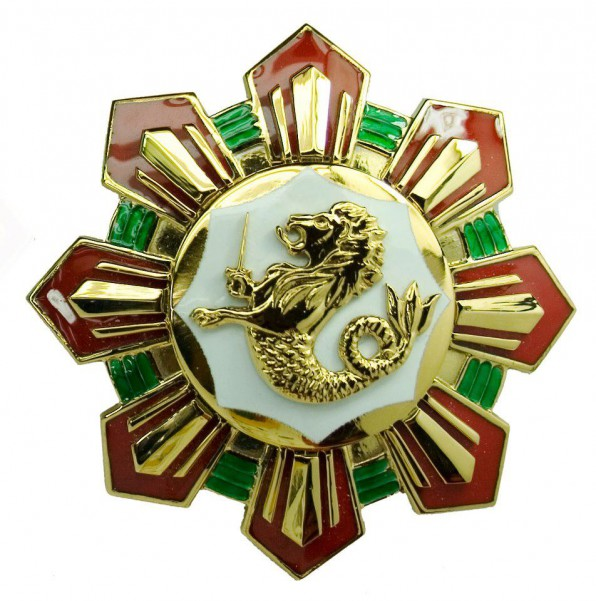
Філіппінський орден Почесного легіону

Морський лев займає важливе місце в геральдичній традиції Філіппін, де він символізує державну владу та владу. Він зображений на гербі столиці, Римо-католицькій архієпархії Маніли, печатці ВМС Філіппін, президентській печатці, печатках Департаменту фінансів, Департаменту освіти та інших різних державних установ. Його також можна знайти на знаку ордена Почесного легіону.
Геральдичний знак походить від колоніального герба Маніли, де морський лев представляє острови як ультрамарське (заморське) володіння Іспанії; лев, зрештою, походить від герба Кастилії та Леона.
30 травня 1596 року король Іспанії Філіп II надав Манілі власний герб:
«На верхній половині герба — золотий замок на червоному полі, з дверима та вікнами синього кольору, на щиті — корона. У нижній половині на блакитному полі зображена фігура напівлева напівдельфіна в сріблі з кольоровими кігтями та язиком, який тримає в лапі оголений меч…»

## В інших країнах
- Морського лева можна побачити на гербі 8-го полку морської піхоти США.
- Статуя коропа перед храмом Ченхуан (城隍廟; Chénghuáng Miào) у місті Синьчжу, Тайвань.[4]

## Галерея

Коронований морський лев на гербі міста Бургас, Болгарія
Герб Богора під час голландської колонізації
Герб іспанської Маніли, який іноді використовувався для Філіппін в цілому
Сучасний герб міста Маніла
Герб князівства Сіландії
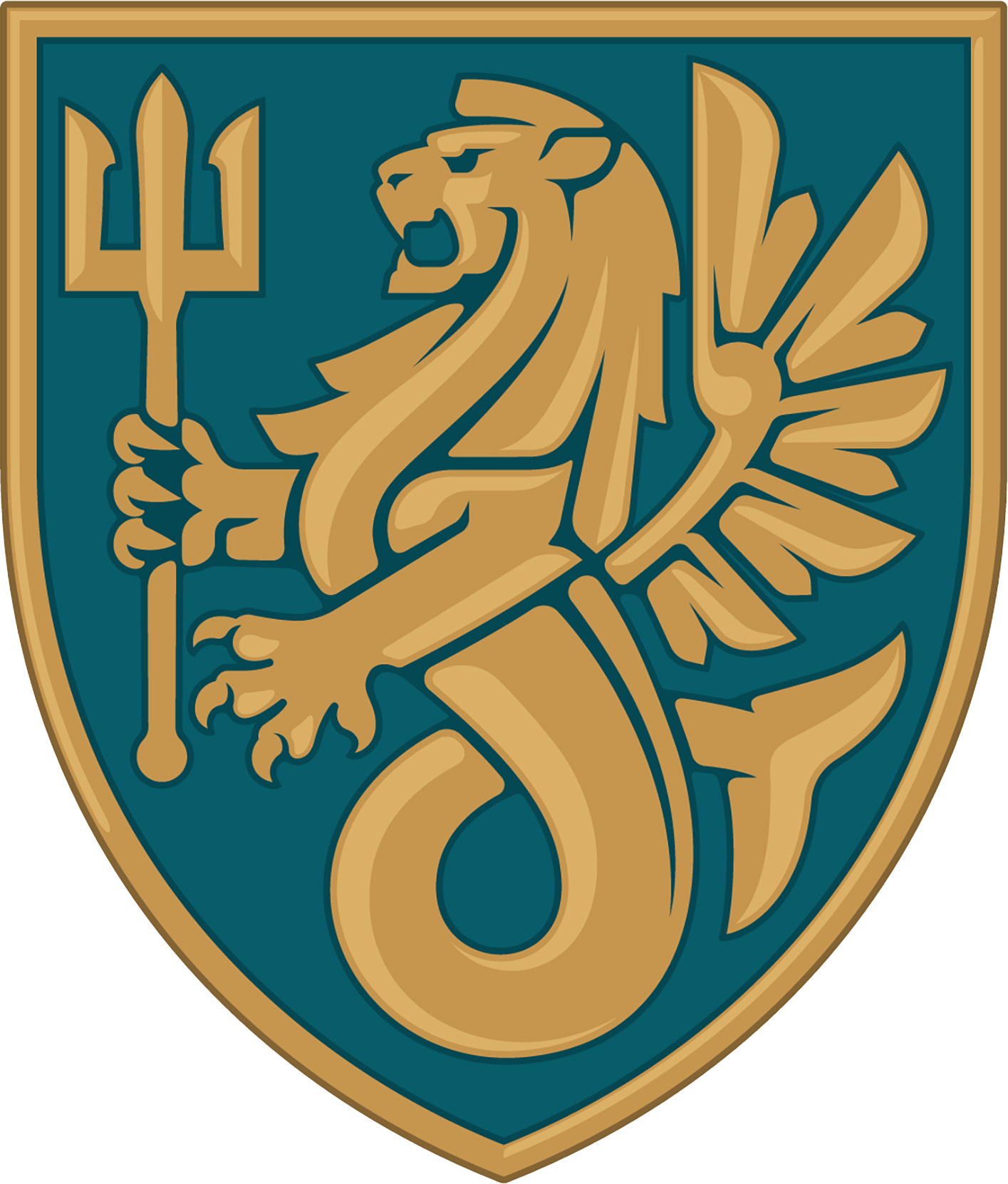
Нарукавний знак 37-мої окремої бригади морської піхоти (Україна)